# Cheiromeles torquatus
Cheiromeles torquatus е вид прилеп от семейство Булдогови прилепи (Molossidae). Видът не е застрашен от изчезване.

## Разпространение и местообитание
Разпространен е в Бруней, Индонезия, Малайзия, Тайланд и Филипини.
Обитава скалисти райони, гористи местности и пещери.

## Описание
Теглото им е около 169,4 g.